# Klaus Krüger (Historiker)
Klaus Krüger (* 5. September 1960 in Lübeck) ist ein deutscher Historiker.
Klaus Krüger studierte Geschichte, Germanistik und Ur- und Frühgeschichte an der Universität Kiel mit dem Abschluss des ersten Staatsexamens für das höhere Lehramt. Danach war er wissenschaftlicher Mitarbeiter am Institut für Landesforschung in Kiel und wurde 1994 bei Werner Paravicini mit einer Dissertation über den Bestand mittelalterlicher Grabmäler in Schleswig-Holstein promoviert. Anschließend war er bis 2001 Assistent am Lehrstuhl für Mittelalterliche Geschichte der Universität Jena bei Helmut G. Walther und habilitierte sich 2001 mit der Habilitationsschrift Zwischen Herren und Hanse. Studien zur Bündnispolitik der Städte in der Mark Brandenburg im 14. und 15. Jahrhundert. Anschließend war er Assistent am Lehrstuhl für Sächsische Landesgeschichte in Leipzig und wurde 2002 Leiter der Abteilung Historische Hilfswissenschaft und 2009 außerplanmäßiger Professor an der Universität Halle.
Er befasst sich mit der Geschichte der Hanse, Geschichte der Mark Brandenburg, des Ostseeraums, Skandinaviens und Flanderns, mit Sozial- und Mentalitätsgeschichte, Gruppenbildung in der mittelalterlichen Gesellschaft, Realien- und Inschriftenkunde, insbesondere Auswertung der Darstellung auf Grabdenkmälern. Außerdem war er an der Herausgabe der Steuerlisten der Hansekaufleute in Brügge im 14. Jahrhundert beteiligt (Gesamtherausgeber Werner Paravicini).
Klaus Krüger ist Mitglied der Historischen Kommission für Sachsen-Anhalt und der projektbegleitenden Kommission Die Deutschen Inschriften des Mittelalters und der Frühen Neuzeit an der Sächsischen Akademie der Wissenschaften zu Leipzig.

## Schriften (Auswahl)
- mit Ernst Lau, Hubert Metzger: Ich bin ein Gast auf Erden. Grabplatten in Mecklenburgischen Kirchen. Katalog zur Ausstellung im Dom zu Schwerin vom 29. April bis 28. Mai 1995. In der Nicolai-Kirche Rostock, Juni bis August 1995. Evangelisch-Lutherische Landeskirche Mecklenburgs, Hamburg 1995, ISBN 3-910179-54-1.
- Corpus der mittelalterlichen Grabdenkmäler in Lübeck, Schleswig, Holstein und Lauenburg. (1100–1600) (= Kieler Historische Studien. Band 40). Thorbecke, Stuttgart 1999, ISBN 3-7995-5940-X (Zugleich: Kiel, Universität, Dissertation, 1993).
- als Herausgeber: Kirche, Kloster, Hospital. Zur mittelalterlichen Sakraltopographie Halles (= Forschungen zur hallischen Stadtgeschichte. Band 12). Mitteldeutscher Verlag, Halle (Saale) 2008, ISBN 978-3-89812-591-8.
- als Herausgeber mit Birte Krüger: Ich, Hans von Waltheym. Bericht über einer Pilgerreise im Jahr 1474 von Halle in die Provence (= Forschungen zur hallischen Stadtgeschichte. Band 21). Mitteldeutscher Verlag, Halle (Saale) 2014, ISBN 978-3-95462-367-9.
- als Herausgeber mit Holger Kunde: Linien zwischen Erde und Himmel. Abriebe europäischer Grabplatten des 13. bis 17. Jahrhunderts (= Schriftenreihe der Vereinigten Domstifter zu Merseburg und Naumburg und des Kollegiatstifts Zeitz. Band 8). Ausstellung der Vereinigten Domstifter zu Merseburg und Naumburg und des Kollegiatstifts Zeitz, 1. Juni bis 30. September 2015, Dom und Moritzkirche Naumburg. Imhof, Petersberg 2015, ISBN 978-3-7319-0230-0.
- als Herausgeber mit Stephan Freund: Kaisertum, Papsttum und Volkssouveränität im hohen und späten Mittelalter. Studien zu Ehren von Helmut G. Walther (= Jenaer Beiträge zur Geschichte. Band 12). Lang, Frankfurt am Main 2017, ISBN 978-3-631-71505-5.
- als Herausgeber mit Conny Jakab, Katja Pürschel, Bettina Schröder-Bornkampf: Die Inschriften des Stadtgottesackers in Halle an der Saale (1550–1700). Quellen zum Bürgertum einer Stadt in der Frühen Neuzeit (= Hallische Beiträge zur Geschichte des Mittelalters und der Frühen Neuzeit. Band 12). De Gruyter, Berlin u. a. 2021, ISBN 978-3-05-006420-8.